# Saison 2011 des Giants de New York
Chronologie
Précédent Suivant
La saison 2011 des Giants de New York est la 87e saison de la franchise au sein de la National Football League. Il s'agit de la 2e saison jouée au MetLife Stadium à East Rutherford dans le New Jersey, la 8e sous la direction de l'entraîneur principal Tom Coughlin.
Même s'ils ne font pas aussi bien que la saison 2010 (10 victoires pour 6 défaites), les Gmen remporteront la Division Est, se qualifiant pour les playoffs et remportant le Super Bowl XLVI, le 4e de leur histoire.
Beaucoup d'analystes prédisaient une année difficile pour la franchise. Malgré des hauts et des bas tout au long de la saison régulière, les Giants accèdent aux playoffs pour la 1re fois depuis 2008, année où ils avaient gagné leur division, finis no 1 de la NFC et remporté leur 3e Super Bowl.
Cette saison, en semaine 17, les Giants rencontrent les Cowboys. Ils ont tous deux les mêmes statistiques (8 victoires et 7 défaites). Les Giants débutent en fanfare menant 21 à rien à la mi-temps. Les Cowboys reviennent à 21-14 en début de 4e quart-temps mais les Giants résistent et gagnent finalement 31 à 14.
En playoffs, ils battent les Atlanta Falcons, les Green Bay Packers et les San Francisco 49ers remportant le titre de champions de conférence NFC.
Lors du Super Bowl XLVI, ils rencontreront (comme en 2007 pour le Super Bowl XLII), les New England Patriots. L'issue sera identique et en faveur des Gmen.
Comme en 2007, 1990 et 1986, les Giants avaient rencontré et battu leur adversaires de Super Bowl en cours de saison régulière. Cette saison, ils y avaient également rencontré les Green Bay Packers et les San Francisco 49ers mais avaient été battus par ces deux équipes au cours des dernières minutes des matchs.
L'équipe de 2011 sera la 1re dans l'histoire de la NFL à gagner un Super Bowl alors que cette équipe avait inscrit en saison régulière moins de points qu'il n'en avaient encaissés (-6 points puisque 394 pour et 400 contre)
Avec une statistique de 9-7 en saison régulière, la franchise devient la 3e équipe de NFL qui après avoir gagné moins de 10 matchs sur les 16 possibles, atteint le Super Bowl. Elle devient cependant la 1re à le remporter.
Comme l'équipe des Cowboys de 1995, les Giants sont les seuls champions de NFC Est à avoir gagné le Super Bowl (en 2007, ils avaient accédé aux playoffs via la Wild Card et avaient terminés second de la NFC Est).
Quelques médias (dont le St. Louis Post-Dispatch)  comparèrent la victoire des Gmen au Super Bowl XLVI à celle des St. Louis Cardinals lors des World Series 2011 (finale nationale de baseball), ces deux équipes, considérées comme des oiseaux pour le chat en fin de saison régulière, ayant émergé lors des playoffs pour finalement l'emporter.

## Free Agency
| Postes                                                                                       | Joueurs          | Statut | Dates signature ou relaxe       | Équipes en 2011                                |
| -------------------------------------------------------------------------------------------- | ---------------- | ------ | ------------------------------- | ---------------------------------------------- |
| LB                                                                                           | Chase Blackburn  | UFA    | 29 novembre 2011                | Giants de New York                             |
| CB                                                                                           | Will Blackmon    | Libéré | 2 janvier 2011                  | parti en Arena Football League                 |
| OG/OT                                                                                        | Kevin Boothe     | UFA    |                                 | Giants de New York                             |
| TE                                                                                           | Kevin Boss       | UFA    | 5 août 2011                     | Oakland Raiders                                |
| RB                                                                                           | Ahmad Bradshaw   | UFA    |                                 | Giants de New York                             |
| CB                                                                                           | Courtney Brown   | RFA    |                                 | n'a plus joué en NFL à la suite d'une blessure |
| LB                                                                                           | Keith Bulluck    | UFA    |                                 | n'a plus joué par la suite en NFL              |
| WR                                                                                           | Michael Clayton  | UFA    |                                 | Giants de New York                             |
| DT                                                                                           | Barry Cofield    | UFA    |                                 | Washington Redskins                            |
| S                                                                                            | Deon Grant       | UFA    |                                 | Giants de New York                             |
| WR                                                                                           | Derek Hagan      | UFA    |                                 | Oakland Raiders                                |
| WR                                                                                           | Domenik Hixon    | UFA    | 3 mars 2011, extension d'1 an   | Giants de New York                             |
| S                                                                                            | Michael Johnson  | UFA    |                                 | Detroit Lions                                  |
| DE                                                                                           | Mathias Kiwanuka | UFA    |                                 | Giants de New York                             |
| OT                                                                                           | Jamon Meredith   | ERFA   | March 3, 2011                   | Giants de New York                             |
| TE/FB                                                                                        | Bear Pascoe      | ERFA   | 3 mars 2011                     | Giants de New York                             |
| RB                                                                                           | Tiki Barber      | RFA    | 8 mars 2011                     | n'a pas joué et a pris sa retraite             |
| WR                                                                                           | Steve Smith      | UFA    |                                 | Philadelphia Eagles                            |
| QB                                                                                           | Jim Sorgi        | UFA    |                                 | n'a plus joué en NFL à la suite d'une blessure |
| DE                                                                                           | Dave Tollefson   | UFA    |                                 | Giants de New York                             |
| RB                                                                                           | DJ Ware          | RFA    | 2 mars 2011, extension de 2 ans | Giants de New York                             |
| LB                                                                                           | Gerris Wilkinson | UFA    |                                 | Jacksonville Jaguars                           |
| RFA: Restricted free agent, UFA: Unrestricted free agents, ERFA: Exclusive-rights free agent |                  |        |                                 |                                                |

|  | Giants ayant re-signé |

## Draft 2011
| Tour | Sélection | Joueur            | Postes | Universités              |
| ---- | --------- | ----------------- | ------ | ------------------------ |
| 1    | 19        | Prince Amukamara  | CB     | Nebraska Cornhuskers     |
| 2    | 52        | Marvin Austin     | DT     | North Carolina Tar Heels |
| 3    | 83        | Jerrel Jernigan   | WR     | Troy Trojans             |
| 4    | 117       | James Brewer      | OT     | Indiana Hoosiers         |
| 5    | ~         | -                 | -      | -                        |
| 6    | 185       | Greg Jones        | LB     | Michigan State Spartans  |
| 6    | 198 ^     | Tyler Sash        | S      | Iowa Hawkeyes            |
| 6    | 202 ^     | Jacquian Williams | LB     | South Florida Bulls      |

~ - Les Giants de New York avaient cédé leur 5e tour de draft 2011 (no 150) et un tour de la draft 2012 aux Minnesota Vikings pour obtenir en 2010 le RB Darius Reynaud et QB Sage Rosenfels.
^ - Indique un choix compensatoire délivré par la NFL.

## Le Staff
Le 9 mars 2011, Thomas McGaughey (assistant en équipes spéciales) accepte un emploi aux Tigers de LSU en NCAA. Il travaillait au sein des Giants de New York depuis 2007. Le 24 juin 2011, Larry Izzo le remplace.

## Les résultats

### L'avant saison
Le programme de la franchise a été annoncé le 12 avril 2011.
| Semaines                                          | Dates         | Heures        | Adversaires            | Résultats | Résultats    | Lieux                   | TVs  | NFL.com résumés |
| Semaines                                          | Dates         | Heures        | Adversaires            | Scores    | Statistiques | Lieux                   | TVs  | NFL.com résumés |
| ------------------------------------------------- | ------------- | ------------- | ---------------------- | --------- | ------------ | ----------------------- | ---- | --------------- |
| 1                                                 | 13 août       | 08.00 p.m. ET | @ Carolina Panthers    | P 10-20   | 0-1          | Bank of America Stadium | -    | Recap           |
| 2                                                 | 22 août       | 08.00 p.m. ET | Chicago Bears          | G 41-13   | 1-1          | MetLife Stadium         | ESPN | Recap           |
| 3                                                 | 29 août       | 07.00 p.m. ET | New York Jets          | P 3-17    | 1-2          | MetLife Stadium         | NFLN | Recap           |
| 4                                                 | 1er septembre | 07.30 p.m. ET | @ New England Patriots | G 18-17   | 2-2          | Gillette Stadium        | -    | Recap           |
| Bilan de l'avant-saison : 2 victoires, 2 défaites |               |               |                        |           |              |                         |      |                 |

- ET = Heures en Zone Eastern Time

### La saison régulière
| Semaines                                                                   | Dates        | Adversaires             | Résultats | Résultats    | Lieux                         | TV   | NFL.com Résumés |     |
| Semaines                                                                   | Dates        | Adversaires             | Scores    | Statistiques | Lieux                         | TV   | NFL.com Résumés |     |
| -------------------------------------------------------------------------- | ------------ | ----------------------- | --------- | ------------ | ----------------------------- | ---- | --------------- | --- |
| 1                                                                          | 11 septembre | @ Washington Redskins   | P 14–28   | 0–1          | FedEx Field                   | Fox  | Recap           |     |
| 2                                                                          | 19 septembre | St. Louis Rams          | G 28–16   | 1–1          | MetLife Stadium               | ESPN | Recap           |     |
| 3                                                                          | 25 septembre | @ Philadelphia Eagles   | G 29–16   | 2–1          | Lincoln Financial Field       | Fox  | Recap           |     |
| 4                                                                          | 2 octobre    | @ Arizona Cardinals     | G 31–27   | 3–1          | University of Phoenix Stadium | Fox  | Recap           |     |
| 5                                                                          | 9 octobre    | Seattle Seahawks        | P 25–36   | 3–2          | MetLife Stadium               | Fox  | Recap           |     |
| 6                                                                          | 16 octobre   | Buffalo Bills           | G 27–24   | 4–2          | MetLife Stadium               | CBS  | Recap           |     |
| 7                                                                          | Bye          | Bye                     | Bye       | Bye          | Bye                           | Bye  | Bye             | Bye |
| 8                                                                          | 30 octobre   | Miami Dolphins          | G 20–17   | 5–2          | MetLife Stadium               | CBS  | Recap           |     |
| 9                                                                          | 6 novembre   | at New England Patriots | G 24–20   | 6–2          | Gillette Stadium              | Fox  | Recap           |     |
| 10                                                                         | 13 novembre  | at San Francisco 49ers  | P 20–27   | 6–3          | Candlestick Park              | Fox  | Recap           |     |
| 11                                                                         | 20 novembre  | Philadelphia Eagles     | P 10–17   | 6–4          | MetLife Stadium               | NBC  | Recap           |     |
| 12                                                                         | 28 novembre  | at New Orleans Saints   | P 24–49   | 6–5          | Mercedes-Benz Superdome       | ESPN | Recap           |     |
| 13                                                                         | 4 décembre   | Green Bay Packers       | P 35–38   | 6–6          | MetLife Stadium               | Fox  | Recap           |     |
| 14                                                                         | 11 décembre  | at Dallas Cowboys       | G 37–34   | 7–6          | Cowboys Stadium               | NBC  | Recap           |     |
| 15                                                                         | 18 décembre  | Washington Redskins     | P 10–23   | 7–7          | MetLife Stadium               | Fox  | Recap           |     |
| 16                                                                         | 24 décembre  | at New York Jets        | G 29–14   | 8–7          | MetLife Stadium               | Fox  | Recap           |     |
| 17                                                                         | 1erjanvier   | Dallas Cowboys          | G 31–14   | 9–7          | MetLife Stadium               | NBC  | Recap           |     |
| Bilan de la saison : 9 victoires, 7 défaites = Qualifiés pour les Playoffs |              |                         |           |              |                               |      |                 |     |

## Les Playoffs
| Niveau de Playoff        | Dates      | Adversaires (rang)           | Résultats      | Lieux             | Résumé NFL | TV  |
| ------------------------ | ---------- | ---------------------------- | -------------- | ----------------- | ---------- | --- |
| Wild Card                | 8 janvier  | Atlanta Falcons (NFC 5)      | G 24–2         | MetLife Stadium   | Recap      | Fox |
| Finale de Division       | 15 janvier | Green Bay Packers (NFC 1)    | G 37–20        | Lambeau Field     | Recap      | Fox |
| Finale de Conférence NFC | 22 janvier | San Francisco 49ers (NFC 2)  | G 20–17 (A.P.) | Candlestick Park  | Recap      | Fox |
| Super Bowl XLVI          | 5 février  | New England Patriots (AFC 1) | G 21–17        | Lucas Oil Stadium | Recap      | NBC |

A.P. = Après prolongation.

## Résumés des matchs
| Semaine 1 : New York Giants @ Washington Redskins |   |    |   |   |       |
| Lieu : FedEx Field, Landover, Maryland            |   |    |   |   |       |
| Date : 11 septembre 2011                          |   |    |   |   |       |
| Conditions météo : 31 °C, ensoleillé              |   |    |   |   |       |
| Assistance : 80.121                               |   |    |   |   |       |
| Arbitre : Ron Winter                              |   |    |   |   |       |
| Lien pour résumé complet du match : Recap         |   |    |   |   |       |
| Quart-temps                                       | 1 | 2  | 3 | 4 | Total |
| Giants de New York                                | 7 | 7  | 0 | 0 | 14    |
| Baltimore Ravens                                  | 0 | 14 | 7 | 7 | 28    |

| Semaine 2 : St. Louis Rams @ New York Giants        |   |    |    |   |       |
| Lieu : MetLife Stadium, East Rutherford, New Jersey |   |    |    |   |       |
| Date : 19 septembre                                 |   |    |    |   |       |
| Conditions météo : 16 °C, clair                     |   |    |    |   |       |
| Assistance : 78.290                                 |   |    |    |   |       |
| Arbitre : Terry McAulay                             |   |    |    |   |       |
| Lien pour résumé complet du match : Recap           |   |    |    |   |       |
| Quart-temps                                         | 1 | 2  | 3  | 4 | Total |
| Philadelphia Eagles                                 | 6 | 0  | 10 | 0 | 16    |
| Giants de New York                                  | 7 | 14 | 7  | 0 | 28    |

| Semaine 3 : New York Giants @ Philadelphia Eagles          |    |    |   |    |       |
| Lieu : Lincoln Financial Field, Philadelphie, Pennsylvanie |    |    |   |    |       |
| Date : 25 septembre 2011                                   |    |    |   |    |       |
| Conditions météo : 24 °C, nuageux                          |    |    |   |    |       |
| Assistance : 69.144                                        |    |    |   |    |       |
| Arbitre : Jeff Triplette                                   |    |    |   |    |       |
| Lien pour résumé complet du match : Recap                  |    |    |   |    |       |
| Quart-temps                                                | 1  | 2  | 3 | 4  | Total |
| Giants de New York                                         | 14 | 0  | 0 | 15 | 29    |
| Philadelphia Eagles                                        | 0  | 13 | 3 | 0  | 16    |

| Semaine 4 : New York Giants @ Arizona Cardinals               |   |    |    |    |       |
| Lieu : University of Phoenix Stadium, Glendale, Arizona       |   |    |    |    |       |
| Date : 2 octobre 2011                                         |   |    |    |    |       |
| Conditions météo : joué en "indoors" (toit rétractable fermé) |   |    |    |    |       |
| Assistance : 60.496                                           |   |    |    |    |       |
| Arbitre : Jerome Boger                                        |   |    |    |    |       |
| Lien pour résumé complet du match : Recap                     |   |    |    |    |       |
| Quart-temps                                                   | 1 | 2  | 3  | 4  | Total |
| Giants de New York                                            | 0 | 10 | 0  | 21 | 31    |
| Arizona Cardinals                                             | 3 | 3  | 14 | 7  | 27    |

| Semaine 5 : Seattle Seahawks @ New York Giants      |    |   |   |    |       |
| Lieu : MetLife Stadium, East Rutherford, New Jersey |    |   |   |    |       |
| Date : 9 octobre, 01:00 p.m. ET                     |    |   |   |    |       |
| Conditions météo : 27 °C, ensoleillé                |    |   |   |    |       |
| Assistance : 78.650                                 |    |   |   |    |       |
| Arbitre : Ed Hochuli                                |    |   |   |    |       |
| Lien pour résumé complet du match : Recap           |    |   |   |    |       |
| Quart-temps                                         | 1  | 2 | 3 | 4  | Total |
| Seattle Seahawks                                    | 14 | 0 | 2 | 20 | 36    |
| Giants de New York                                  | 7  | 7 | 0 | 11 | 25    |

| Semaine 6 : Buffalo Bills @ New York Giants         |    |    |   |   |       |
| Lieu : MetLife Stadium, East Rutherford, New Jersey |    |    |   |   |       |
| Date : 16 octobre, 01:00 p.m. ET                    |    |    |   |   |       |
| Conditions météo : 18 °C, ensoleillé                |    |    |   |   |       |
| Assistance : 79.243                                 |    |    |   |   |       |
| Arbitre : Clete Blakeman                            |    |    |   |   |       |
| Lien pour résumé complet du match : Recap           |    |    |   |   |       |
| Quart-temps                                         | 1  | 2  | 3 | 4 | Total |
| Buffalo Bills                                       | 14 | 3  | 7 | 0 | 23    |
| Giants de New York                                  | 7  | 10 | 7 | 3 | 27    |

Les Giants sont en repos en semaine 7.
| Semaine 8 : Miami Dolphins @ New York Giants        |   |   |   |    |       |
| Lieu : MetLife Stadium, East Rutherford, New Jersey |   |   |   |    |       |
| Date : 30 octobre, 01:00 p.m. ET                    |   |   |   |    |       |
| Conditions météo : 5 °C, ensoleillé                 |   |   |   |    |       |
| Assistance : 79.302                                 |   |   |   |    |       |
| Arbitre : Ron Winter                                |   |   |   |    |       |
| Lien pour résumé complet du match : Recap           |   |   |   |    |       |
| Quart-temps                                         | 1 | 2 | 3 | 4  | Total |
| Miami Dolphins                                      | 7 | 7 | 3 | 0  | 17    |
| Giants de New York                                  | 3 | 7 | 0 | 10 | 20    |

| Semaine 9 : New York Giants at New England Patriots |   |   |    |    |       |
| Lieu : Gillette Stadium, Foxborough, Massachusetts  |   |   |    |    |       |
| Date : 6 novembre, 04:15 p.m. ET                    |   |   |    |    |       |
| Conditions météo : 12 °C, ensoleillé                |   |   |    |    |       |
| Assistance : 68.756                                 |   |   |    |    |       |
| Arbitre : Pete Morelli                              |   |   |    |    |       |
| Lien pour résumé complet du match : Recap           |   |   |    |    |       |
| Quart-temps                                         | 1 | 2 | 3  | 4  | Total |
| Giants de New York                                  | 0 | 0 | 10 | 14 | 24    |
| New England Patriots                                | 0 | 0 | 3  | 17 | 20    |

| Semaine 10 : New York Giants at San Francisco 49ers |   |   |   |    |       |
| Lieu : Candlestick Park, San Francisco, Californie  |   |   |   |    |       |
| Date : 13 novembre, 04:15 p.m. ET                   |   |   |   |    |       |
| Conditions météo : 14 °C, ensoleillé                |   |   |   |    |       |
| Assistance : 69.732                                 |   |   |   |    |       |
| Arbitre : Tony Corrente                             |   |   |   |    |       |
| Lien pour résumé complet du match : Recap           |   |   |   |    |       |
| Quart-temps                                         | 1 | 2 | 3 | 4  | Total |
| Giants de New York                                  | 3 | 3 | 7 | 7  | 20    |
| San Francisco 49ers                                 | 3 | 6 | 3 | 15 | 27    |

| Semaine 11 : Philadelphia Eagles @ New York Giants  |   |    |   |   |       |
| Lieu : MetLife Stadium, East Rutherford, New Jersey |   |    |   |   |       |
| Date : 20 novembre, 08:20 p.m. ET                   |   |    |   |   |       |
| Conditions météo : 14 °C, partiellement nuageux     |   |    |   |   |       |
| Assistance : 79.743                                 |   |    |   |   |       |
| Arbitre : Mike Carey                                |   |    |   |   |       |
| Lien pour résumé complet du match : Recap           |   |    |   |   |       |
| Quart-temps                                         | 1 | 2  | 3 | 4 | Total |
| Philadelphia Eagles                                 | 0 | 10 | 0 | 7 | 17    |
| Giants de New York                                  | 0 | 3  | 0 | 7 | 10    |

| Semaine 12 : New York Giants @ New Orleans Saints              |   |    |    |    |       |
| Lieu : Mercedes-Benz Superdome, La Nouvelle-Orléans, Louisiane |   |    |    |    |       |
| Date : 28 novembre, 08:30 p.m. ET                              |   |    |    |    |       |
| Conditions météo : joué en indoor (superdome)                  |   |    |    |    |       |
| Assistance : 73.068                                            |   |    |    |    |       |
| Arbitre : Gene Steratore                                       |   |    |    |    |       |
| Lien pour résumé complet du match : Recap                      |   |    |    |    |       |
| Quart-temps                                                    | 1 | 2  | 3  | 4  | Total |
| Giants de New York                                             | 0 | 3  | 7  | 14 | 24    |
| New Orleans Saints                                             | 0 | 21 | 14 | 14 | 49    |

| Semaine 13 : Green Bay Packers @ New York Giants    |    |    |   |    |       |
| Lieu : MetLife Stadium, East Rutherford, New Jersey |    |    |   |    |       |
| Date : 4 décembre, 04:15 p.m. ET                    |    |    |   |    |       |
| Conditions météo : 11 °C, doux                      |    |    |   |    |       |
| Assistance : 80.634                                 |    |    |   |    |       |
| Arbitre : Jeff Triplette                            |    |    |   |    |       |
| Lien pour résumé complet du match : Recap           |    |    |   |    |       |
| Quart-temps                                         | 1  | 2  | 3 | 4  | Total |
| Green Bay Packers                                   | 7  | 14 | 7 | 10 | 38    |
| Giants de New York                                  | 10 | 7  | 7 | 11 | 35    |

| Semaine 14 : New York Giants @ Dallas Cowboys |   |    |   |    |       |
| Lieu : Cowboys Stadium, Arlington, Texas      |   |    |   |    |       |
| Date : 11 décembre, 08:20 p.m. ET             |   |    |   |    |       |
| Conditions météo : joué en indoors            |   |    |   |    |       |
| Assistance : 95.952                           |   |    |   |    |       |
| Arbitre : Scott Green                         |   |    |   |    |       |
| Lien pour résumé complet du match : Recap     |   |    |   |    |       |
| Quart-temps                                   | 1 | 2  | 3 | 4  | Total |
| Giants de New York                            | 5 | 10 | 7 | 15 | 37    |
| Dallas Cowboys                                | 7 | 10 | 3 | 14 | 34    |

| Semaine 15 : Washington Redskins @ New York Giants  |   |    |   |   |       |
| Lieu : MetLife Stadium, East Rutherford, New Jersey |   |    |   |   |       |
| Date : 18 décembre, 01:00 p.m. ET                   |   |    |   |   |       |
| Conditions météo : −2 °C, ensoleillé                |   |    |   |   |       |
| Assistance : 78.861                                 |   |    |   |   |       |
| Arbitre : Alberto Riveron                           |   |    |   |   |       |
| Lien pour résumé complet du match : Recap           |   |    |   |   |       |
| Quart-temps                                         | 1 | 2  | 3 | 4 | Total |
| Washington Redskins                                 | 3 | 14 | 3 | 3 | 23    |
| Giants de New York                                  | 0 | 3  | 0 | 7 | 10    |

| Semaine 16 : New York Giants @ New York Jets        |   |    |   |    |       |
| Lieu : MetLife Stadium, East Rutherford, New Jersey |   |    |   |    |       |
| Date : 24 décembre, 01:00 p.m. ET                   |   |    |   |    |       |
| Conditions météo : 2 °C, ensoleillé                 |   |    |   |    |       |
| Assistance : 79.068                                 |   |    |   |    |       |
| Arbitre : Pete Morelli                              |   |    |   |    |       |
| Lien pour résumé complet du match : Recap           |   |    |   |    |       |
| Quart-temps                                         | 1 | 2  | 3 | 4  | Total |
| Giants de New York                                  | 0 | 10 | 7 | 12 | 29    |
| New York Jets                                       | 7 | 0  | 0 | 7  | 14    |

| Semaine 17 : Dallas Cowboys @ New York Giants       |   |    |   |    |       |
| Lieu : MetLife Stadium, East Rutherford, New Jersey |   |    |   |    |       |
| Date : 1er janvier, 08:20 p.m. ET                   |   |    |   |    |       |
| Conditions météo : 9 °C, averses                    |   |    |   |    |       |
| Assistance : 81.077                                 |   |    |   |    |       |
| Arbitre : Walt Anderson                             |   |    |   |    |       |
| Lien pour résumé complet du match : Recap           |   |    |   |    |       |
| Quart-temps                                         | 1 | 2  | 3 | 4  | Total |
| Dallas Cowboys                                      | 0 | 0  | 7 | 7  | 14    |
| Giants de New York                                  | 7 | 14 | 0 | 10 | 31    |

## Analyse de la saison 2011
Vers la fin de l'après-midi du 18 décembre 2011, les Giants de New York quittent le terrain du MetLife Stadium la tête basse à la suite de leur défaite 10 à 23 contre les Redskins. Ils n’étaient parvenus à marquer un TD qu’à 33 secondes du terme du match. Il s’agit de leur 5e défaite au cours des six derniers matchs. Pire, leur bilan qui était très prometteur, 6 victoires pour 2 défaites, devient inquiétant, est devenu catastrophique, 7 victoires pour autant de défaites. Encore une défaite et ils seront éliminés de la course aux playoffs, manquant ceux-ci pour la 3e saison consécutive.
Heureusement, deux victoires au cours des deux derniers matchs de saison régulière vont inverser la tendance. Cela  les conduira à disputer le Super Bowl XLVI à l'issue d’un des plus mémorable parcours en P.O. de l’histoire de la franchise.
La résurrection débute le 24 décembre contre les Jets au MetLife Stadium et se poursuit 8 jours plus tard à Dallas où ils remportent le titre de champion de la Division NFC Est. C’est la première fois depuis 1970 qu’une équipe de NFC Est remporte la division avec moins de 10 victoire en saison régulière.
Sur leur lancée, en Wild Card, ils écrasent à domicile les Falcons 24 à 2. Ils battent ensuite les Packers se vengeant ainsi de leur défaite en saison régulière et éliminent ensuite les 49ers chez eux à Chicago lors de terribles extra-time, 20 à 17, remportant ainsi le titre de champion de conférence NFC.
Ils retrouvent en finale les New England Patriots, le même adversaire que 4 ans plus tôt lors du Super Bowl XLII, un très bon souvenir pour les Giants.
Cette finale sera marquée par l’étrange TD d’Ahmad Bradshaw conséquence d’une course de 6 yards alors qu’il ne reste plus que 57 secondes de temps réglementaire. Les Pats lui avaient laissé le champ libre estimant sans doute que Tom Brady pourrait conduire son équipe vers un TD significatif de victoire. Hélas pour eux, sa Hail Mary, tentée de ses 45 yards à 3 secondes de la fin du match ne sera pas captée dans la end-zone par un de ses équipiers. Le football touche le sol et les Giants remportent leur 4e Super Bowl !
Eli Manning gagne sa 2e bague (en autant de participation) ayant complété 30 de ses 40 passes pour un gain de 296 yards. La franchise est la 1re à avoir gagné un Super Bowl après 7 défaites en saison régulière.
De plus, au cours de cette saison, ils vont établir plusieurs records pour la franchise :
- 6 161 yards parcourus
- 4 734 yards à la passe
- Eli Manning affiche 359 passes complétées sur 589.
- Victor Cruz établi le record de la franchise avec 1 536 yards pour 82 réceptions. Avec Hakeem Nicks affichant 1 192 yards, les Giants ont ainsi pour la 1re fois de leur histoire, deux receveurs au-delà des 1 000 yards.
- Bien qu’ayant raté 4 matchs à cause d’une blessure, Ahmad Bradshaw aura couru 659 yards et inscrit 9 TD.
- Jason Pierre-Paul, au cours de sa 2e année professionnelle, aura effectué 16,5 sacks, la 4e plus haute moyenne de NFL.

Néanmoins, en saison régulière, les Giants sont l'équipe à avoir parcouru le moins de yards à la course (1 427 yards) .

### Récompenses individuelles
Prix individuel AP de la saison : QB Eli Manning est élu MVP du Super Bowl XLVII
Sélectionné en équipe All-Pro : DE Jason Pierre-Paul
Meilleurs joueurs de la semaine/du mois : 
- Meilleur joueur offensif de la semaine 3 : Eli Manning[6]
- Meilleur joueur offensif de la semaine 6 : Ahmad Bradshaw[7]
- Meilleur joueur défensif de la semaine 9 : Mathias Kiwanuka[8]
- Meilleur joueur défensif de la semaine 14 : Jason Pierre-Paul[9]
- Meilleur joueur défensif de la semaine 16 : Jason Pierre-Paul[10]
- Meilleur joueur d'équipe spéciale du mois de décembre 2011 : Jason Pierre-Paul[11]

## Les Classements 2011[12]

### Division NFC Est
| Classement de la Division NFC Est - Saison 2011 |   |    |   |       |      |      |          |           |          |            |      |
| Équipes                                         | G | P  | N | Pct   | P.P. | P.C. | Domicile | Extérieur | Division | Conférence | NFL  |
| New York Giants                                 | 9 | 7  | 0 | .562  | 394  | 400  | 4-4      | 5-3       | 3-3      | 5-7        | 9-7  |
| Phiadelphia Eagles                              | 8 | 8  | 0 | .500  | 396  | 328  | 3-5      | 5-3       | 5-1      | 6-6        | 8-8  |
| Dallas Cowboys                                  | 8 | 8  | 0 | .500  | 372  | 347  | 5-3      | 3-5       | 2-4      | 6-6        | 8-8  |
| Washington Redskins                             | 5 | 11 | 0 | .-313 | 288  | 367  | 2-6      | 3-5       | 5-7      | 5-7        | 5-11 |

Les Phiadelphia Eagles terminent seconds de la division à la suite de leur victoire en tête à tête contre les Dallas Cowboys

### Conférence NFC
| Classement final NFC - Saison 2011 | Classement final NFC - Saison 2011 | Classement final NFC - Saison 2011 | Classement final NFC - Saison 2011 | Classement final NFC - Saison 2011 | Classement final NFC - Saison 2011 | Classement final NFC - Saison 2011 | Classement final NFC - Saison 2011 | Classement final NFC - Saison 2011 | Classement final NFC - Saison 2011 | Classement final NFC - Saison 2011 | Classement final NFC - Saison 2011 |
| Rang | Équipes                            | Divisions                          | G                                  | P                                  | N                                  | Pct.                               | Div. (G-P)                         | Conf. (G-P)                        | Pts. Pour                          | Pts. Contre                        | Dif. Pts.                          |
| --- | ---------------------------------- | ---------------------------------- | ---------------------------------- | ---------------------------------- | ---------------------------------- | ---------------------------------- | ---------------------------------- | ---------------------------------- | ---------------------------------- | ---------------------------------- | ---------------------------------- |
| Division winners |                                    |                                    |                                    |                                    |                                    |                                    |                                    |                                    |                                    |                                    |                                    |
| 1 | * – Green Bay Packers              | Nord                               | 15                                 | 1                                  | 0                                  | .938                               | 6-0                                | 12-0                               | 560                                | 359                                | 359                                |
| 2 | z – San Francisco 49ers (a)        | Ouest                              | 13                                 | 3                                  | 0                                  | .813                               | 5-1                                | 10-2                               | 380                                | 229                                | 151                                |
| 3 | y – New Orleans Saints             | Sud                                | 13                                 | 3                                  | 0                                  | .813                               | 3-3                                | 9-3                                | 547                                | 339                                | 208                                |
| 4 | y – Atlanta Falcons (b)            | Sud                                | 10                                 | 6                                  | 0                                  | .625                               | 3-3                                | 7-5                                | 402                                | 350                                | 52                                 |
| Wild cards |                                    |                                    |                                    |                                    |                                    |                                    |                                    |                                    |                                    |                                    |                                    |
| 5 | w – Detroit Lions                  | Nord                               | 10                                 | 6                                  | 0                                  | .625                               | 3-3                                | 6-6                                | 474                                | 387                                | 87                                 |
| 6 | w – Giants de New York             | Est                                | 9                                  | 7                                  | 0                                  | .563                               | 3-3                                | 5-7                                | 394                                | 400                                | -6                                 |
| Non qualifiés pour les playoffs |                                    |                                    |                                    |                                    |                                    |                                    |                                    |                                    |                                    |                                    |                                    |
| 7 | Chicago Bears                      | Nord                               | 8                                  | 8                                  | 0                                  | .500                               | 3-3                                | 7-5                                | 353                                | 341                                | 12                                 |
| 8 | Arizona Cardinals                  | Ouest                              | 8                                  | 8                                  | 0                                  | .500                               | 4-2                                | 7-5                                | 312                                | 348                                | -36                                |
| 9 | Philadelphia Eagles                | Est                                | 8                                  | 8                                  | 0                                  | .500                               | 5-1                                | 6-6                                | 396                                | 328                                | 68                                 |
| 10 | Dallas Cowboys                     | Est                                | 8                                  | 8                                  | 0                                  | .500                               | 2-4                                | 6-6                                | 369                                | 347                                | 22                                 |
| 11 | Seattle Seahawks                   | Ouest                              | 7                                  | 9                                  | 0                                  | .438                               | 3-3                                | 6-6                                | 321                                | 315                                | 6                                  |
| 12 | Carolina Panthers                  | Sud                                | 6                                  | 10                                 | 0                                  | .375                               | 2-4                                | 3-9                                | 406                                | 429                                | -23                                |
| 13 | Washington Redskins                | Est                                | 5                                  | 11                                 | 0                                  | .313                               | 2-4                                | 5-7                                | 288                                | 367                                | -79                                |
| 14 | Tampa Bay Buccaneers               | Sud                                | 4                                  | 12                                 | 0                                  | .250                               | 2-4                                | 3-9                                | 287                                | 494                                | -207                               |
| 15 | Minnesota Vikings                  | Nord                               | 3                                  | 13                                 | 0                                  | .188                               | 0-6                                | 3-9                                | 340                                | 449                                | -109                               |
| 16 | St. Louis Rams                     | Ouest                              | 2                                  | 14                                 | 0                                  | .125                               | 0-6                                | 3-9                                | 193                                | 407                                | -214                               |
| Tie-break (f) |                                    |                                    |                                    |                                    |                                    |                                    |                                    |                                    |                                    |                                    |                                    |
| (a) = San Francisco gagne le siège no 2 de NFC grâce à une meilleure statistique au sein de la conférence (10–2 contre 9–3) (b) = Atlanta gagne le siège no 5 de NFC grâce à sa victoire contre Detroit. |                                    |                                    |                                    |                                    |                                    |                                    |                                    |                                    |                                    |                                    |                                    |
| Legendes |                                    |                                    |                                    |                                    |                                    |                                    |                                    |                                    |                                    |                                    |                                    |
| w — Qualifié en wild card |                                    |                                    |                                    |                                    |                                    |                                    |                                    |                                    |                                    |                                    |                                    |
| x — Qualifié en playoff |                                    |                                    |                                    |                                    |                                    |                                    |                                    |                                    |                                    |                                    |                                    |
| y — Gagnant de division |                                    |                                    |                                    |                                    |                                    |                                    |                                    |                                    |                                    |                                    |                                    |
| z — Exempté du premier tour de playoff |                                    |                                    |                                    |                                    |                                    |                                    |                                    |                                    |                                    |                                    |                                    |
| * — Gagne l'avantage du terrain |                                    |                                    |                                    |                                    |                                    |                                    |                                    |                                    |                                    |                                    |                                    |

## Liens Externes
- (fr) Big Blue Blog
- (en) Officiel des Giants de New York
- (en) Officiel de la NFL